# فرانکی والی
فرانکی والی (انگلیسی: Frankie Valli؛ زادهٔ ۳ مهٔ ۱۹۳۴) خواننده و هنرپیشه اهل ایالات متحده آمریکا است.
از فیلم‌ها یا برنامه‌های تلویزیونی که وی در آن نقش داشته است می‌توان به این نیز بگذرد اشاره کرد.